# Цеунг Кван О
Цеунг Кван О (кин: 將軍澳) град је у Кини у САР Хонгконгу. Према процени из 2009. у граду је живело 582.970 становника.

## Становништво
Према процени, у граду је 2009. живело 582.970 становника.
| 1990. | 2000.   | 2009    |
| ----- | ------- | ------- |
| …     | 327.700 | 582.970 |